# アンデシュ・リンパル
アンデシュ・エリク・リンパル（ハンガリー語: Limpár András, ラテン語: Anders Erik Limpar, 1965年9月24日- ）は、スウェーデン・ソルナ出身の元同国代表の元サッカー選手。現サッカー指導者。父親のラズロ（Lazlo）は、ハンガリー出身の元サッカー選手で、かつてU-21ハンガリー代表で右SBとしてプレーをしていた。

## 経歴

### クラブ

#### 初期
1956年にハンガリー動乱からスウェーデンへ逃れてきたハンガリー人で元サッカー選手の父親とスウェーデン人の母親の下に生まれたリンパルは、1971年にスポールヴェーゲンスFFの下部組織でサッカー選手としてのキャリアを始め、8歳の時に強豪AIKソルナの下部組織に移動するも1977年の終わりに退団し、その後、才能ある選手を育成・輩出することで有名なストックホルムを拠点とするIFブロマポイカルナの下部組織を経て、最終的に2部を戦うトップチームまで上り詰めた。
そこでの才能を認められたリンパルは、1986年に前年度のリーグ戦でセンセーショナルな優勝を果たした1部のエルグリーテISへ1986年に引き抜かれると、すぐさま地位を確立し19試合（全22試合）5得点を記録。ヤン・ヘルストローム, コニー・カールソン, スヴェン・アンデション (1963年生まれサッカー選手), グンナール・サミュエルソンらと共に中心選手の1人としてプレーしたが、クラブとして見ると前年の成功を繰り返すことが出来なかったどころか、12チーム中9位、降格したチームとの勝ち点差わずか2と降格の危機に苦しんだシーズンだった。翌1987年のクラブは中位に終わるも、1988年には再び上位戦線に顔を出すことになっていく。
スイス
結局、エルグリーテではクラブ単位での成功は訪れなかったものの、個人としてはスウェーデンサッカー界で最も名を挙げた1人となった結果、国外への移籍の契機となり、1988年のシーズン途中にベルンを拠点とするスイス1部のBSCヤングボーイズへ移籍し、そこで同胞のトルド・グリップ監督の指導を受けることとなった。ヤングボーイズでは、ペーター・クズレ, ウーヴェ・ラポルダー, レネ・ズッターと共に中心選手としてプレーし、クラブはリーグ戦を6位で終えた。
イタリア
ヤングボーイズでの活躍が注目を集め、1989年11月にイタリア1部のクレモネーゼへと引き抜かれた。タルチシオ・ブルニチ監督の下、昇格組のクラブの中で即座に主力の座を掴み24試合に出場、グスタボ・デゾッティ, フルヴィオ・ボノーミと共に攻撃を牽引し、守備ではジュゼッペ・ファヴァッリ, エンリコ・ピッチオーニ, ダリオ・マルコリーニらが支えたが、クラブは下から2番目の17位に終わり、1年で2部に戻ることとなった。

#### アーセナル
1990年の夏にクレモネーゼからイングランド1部のアーセナルFCへ移籍。ジョージ・グラハム監督の下で移籍初年度からサイドの中心選手として幾つかの重要な得点を挙げ、ナイジェル・ウィンターバーン, デビッド・シーマン, トニー・アダムス, スティーヴ・ボールドらと共に自身初となるリーグ優勝を初体験した。優勝後に行われた最終節のコヴェントリー・シティ戦（6-1勝利）ではハットトリックを達成し、クラブ内ではリーグ得点王のアラン・スミス, ポール・マーソンに次ぐ11得点（公式戦は13得点）を記録するなど得点力に優れ、また、エキサイティングなプレーで観客を楽しませた。これらの成果から、シーズン終了後にスウェーデン人の最優秀選手に贈られるグールドボランを受賞する等キャリアのピークを迎えていた。
翌年はリーグ王者として臨んだシーズンだったが、UEFAチャンピオンズカップ 1991-922回戦でポルトガル王者SLベンフィカに敗れると、FAカップでは下部リーグのレクサムFCに不覚を取り、さらにリーグ戦では4位に終わりUEFAチャンピオンズリーグ 1992-93出場権どころかUEFAカップ1992-93出場権獲得すら逃す散々な年となった。リンパル個人としては、アウェイのリヴァプールFC戦で披露した40ヤードの得点がこの年のハイライトとなった。1992-93シーズンでは、FAカップとフットボールリーグカップの両方で決勝の舞台（偶然にも両方シェフィールド・ウェンズデイが相手だった）に駒を進めることに成功し、イングランド・サッカー界史上初カップ戦での2冠を達成したが、リンパルは怪我により歴史的な瞬間を観客席で眺めることとなった。この怪我から復帰後は、レギュラーの座を掴めなくなり先発と控えの立場を繰り返していた。

#### エヴァートン
アーセナルで出場機会が減少したことにより移籍を決意し、1994年3月の移籍市場最終日に移籍金160万ポンドでエヴァートンFCへ移籍。移籍1年目は、最終節の結果如何では2部降格の可能性濃厚と非常に苦しいものだった。試合はペナルティエリア内でリンパルがハンドしたことからPKで先制を許すと、さらにオウンゴールにより差が広がったものの、今度はペナルティエリア内でリンパルが倒されPKを獲得、前半の間に1点を返した。最終的にマイク・ウォーカー監督率いるクラブはウィンブルドンFC (3-2) に勝利し、かろうじて残留を遂げた。
翌シーズンは、ジョー・ロイル新監督の信頼を得て定位置を確保成功するも、奮闘虚しくクラブは最初の12試合を未勝利で終え、最終的に15位でシーズンを終えた。一方、FAカップでは躍進しマンチェスター・ユナイテッドFCとの決勝戦に駒を進めると、相手側に試合を支配される苦しい状況だったものの、ネヴィル・サウスオールの見事な活躍で辛うじて無失点に抑えていた。そんな中、リンパルが放った50ヤードものリバースパスからカウンターが始まり、この攻撃をポール・リドーが見事に成功させ1-0で勝利。自身2度目となるFAカップのトロフィーを掲げた。この決勝点に繋がる重要な起点をBBCで解説を務めるバリー・デイヴィス (Barry Davies) は、'pass of the match'と評した。
3シーズン目は、このFAカップを制したことで参加することになったUEFAカップウィナーズカップ 1995-96で2回戦のフェイエノールトに破れ早期敗退となったが、リーグ戦の方はダニエル・アモカチ, デヴィッド・アンスワースらと共に中心選手としてプレーし、新加入のアンドレイ・カンチェルスキスと両サイドを支え28試合3得点を記録（カンチェルスキスは得点ランク6位の16得点）。クラブは5位のアーセナルFCに勝ち点2差の6位でシーズンを終え、UEFAカップ出場権を獲得出来なかったが、例年と違い躍進したシーズンだった。加入してから中心選手としてクラブに貢献してきたが、同シーズン終了後から構想外となり、4シーズン目は僅か出場2試合にとどまり、移籍をすることになった。

#### バーミンガム・シティ
エヴァートンでの出場機会が限られていたため、1997年1月20日に移籍金10万ポンドでバーミンガム・シティFCへ移籍。2月1日のボルトン・ワンダラーズFC戦で移籍後初出場をするも、契約解除をする1997年4月までの間に僅か出場4試合にとどまり、トレヴァー・フランシス監督はリンパルの獲得は失敗だったと語った。

#### 晩年
自由移籍の身となったリンパルは、1997年夏にスウェーデンへ帰国しAIKソルナと契約。翌1998年にはスチュワート・バクスター監督の下で左サイドでプレーし、トマス・アントネリウス, トーマス・ラーゲルレーフ, ミケ・クジョロ, ミケル・ブルンディン, パトリック・フレドホルム, ヨハン・ミャルビーらと共にクラブ史上10度目となるリーグ優勝を経験。シーズン終了に伴い契約満了となるも更新されず退団となった。
ストックホルムでの2年を経てアメリカ・メジャーリーグサッカーのコロラド・ラピッズと契約を締結。怪我の影響からリーグ戦の出場は半分にとどまり、また、USオープンカップではマルセロ・バルボア, ポール・ブラヴォ, ホルヘ・デリー・バルデスらと共に決勝進出に貢献したが、決勝戦で出番はなく、クラブもロチェスター・レイジングリノスに敗れタイトル獲得とはならなかった。
2000年秋に再びストックホルムへ戻り、AIKソルナで訓練を受けるも契約には至らなかったため、AIKのライバルであるユールゴーデンIFと契約を締結。しかしユールゴーデンで出番は訪れず、キャリアを始めた3部を戦う古巣IFブロマポイカルナに復帰。シーズン終了後にクラブは2部に昇格。2部で10試合に出場後、2002年に現役引退をしたが、2006年にユルスホルム・ユナイテッド（Djursholm United）で1度現役復帰している。

### 代表
U-21代表を経て、オーレ・ノルディン監督の下で1987年4月のソ連戦（アウェイ3-1）でA代表に初出場すると、マッツ・マグヌソンの2得点後に代表初得点を挙げるデビュー戦となった。その後、代表で地位を確立していくことになるが、最初の頃は途中出場としての役割が主だった。
1988年夏に若手のベニー・ランナルトソン監督の下でソウルオリンピックを戦うメンバーに選出された。初戦のチュニジア戦 (2-2) では途中出場だったが、同試合でヨナス・テルンが1発退場したこともあり次戦からは先発起用され、ロジェル・ユング, ヨアキム・ニルソン, マルティン・ダーリン, リーフ・エンクヴィストらと共に中心選手として中国 (2-0) , 西ドイツ (2-1) を破りグループリーグを首位通過に貢献。ベスト8ではマッシモ・マウロ, ルジェーロ・リッツィテッリ, チロ・フェラーラ擁するイタリア (1-2) 相手に延長戦まで持ち込むも、マッシモ・クリッパの得点で涙をのんだ。
1990 FIFAワールドカップ・ヨーロッパ予選でチームは、グレン・ヒーセン, クラス・インゲソン, ペーテル・ラーション, ヨニー・エクストロームが中心となり、イングランドを抑えグループリーグ首位で本大会出場の切符を手に入れた。一方、リンパルは主に控えの立場だったにもかかわらず、本大会22人のメンバー入りを果たした。グループリーグ初戦のブラジル戦と第2戦のスコットランド戦に先発出場するも、チームは2試合共に1-2で敗れたことでオーレ・ノルディン監督は第3戦のコスタリカ戦に向け陣容の変更をし、それに伴いリンパルは控えにまわった。しかし、この試合でも1-2で敗れ、チームは勝ち点を1つも奪うことが出来ず早期敗退した。
母国スウェーデンで開催されたUEFA EURO '92のメンバーにも選出されると、トミー・スヴェンソン監督の信頼を掴み、ステファン・シュヴァルツ, トマス・ブロリン, クラス・インゲソン, パトリック・アンデションらと共にグループリーグ全試合に先発出場を果たし、また、イングランド, フランス、デンマークを抑え首位突破に尽力した。しかし、準決勝のドイツ戦では控えに回り、0-2とリードされている中で59分にヨアキム・ニルソンと代わり交代出場、最終的にチームは2-3で敗退した。
アーセナルでの控えの日々が代表にも影響を及ぼし、1994 FIFAワールドカップ・ヨーロッパ予選ではブルガリアを抑え首位通過したが終盤から控えにまわり、また本大会のメンバーに選出されるも開幕戦からベンチが定位置となっていた。そんな中でチームはヘンリク・ラーション, トーマス・ラヴェリ, ローランド・ニルソン, トマス・ブロリン, ケネット・アンデション, マルティン・ダーリンが中心となり準決勝に到達。ブラジル戦は、ロマーリオの1得点に涙をのみ決勝進出は果たせなかったものの、3位決定戦のブルガリア戦で4-0と大勝し、3位で大会を終了した。リンパル個人としては出場僅か1試合と悔いが残る大会となったが、ブルガリア戦に残り10分とはいえ出場し快挙達成をピッチ上で味わった。

### 監督
2003年にIFブロマポイカルナの下部組織で監督としてのキャリアを始め、2008年にスウェーデン4部のソレントゥナ・ユナイテッドFFのアシスタント監督に就任。同年10月に出番は訪れなかったものの、43歳の時にリザーブの試合に1度だけ左SBのポジションで登録された。

### エピソード
エヴァートンの下部組織出身でイングランド代表のウェイン・ルーニーは少年時代のアイドルにリンパルの名を挙げ、当時エヴァートンでFWを務めていたダンカン・ファーガソンよりも積極的にシュートを打ち、幾度もドリブルで仕掛けていたことを理由としている。

## タイトル
クラブ
アーセナルFC
- フットボールリーグ : 1990-91
- FAカップ : 1992-93
- フットボールリーグカップ : 1992-93
- FAコミュニティ・シールド : 1991
- UEFAカップウィナーズカップ : 1993-94

エヴァートン
- FAカップ : 1994-95
- FAコミュニティ・シールド : 1995

AIKソルナ
- アルスヴェンスカン : 1998
- スウェーデンカップ : 1998

ユールゴーデンIF
- スーペルエッタン : 2000

代表
- マスパロマス (Maspalomas)・カップ : 1988
- 西ベルリン・トーナメント : 1988
- ジョー・ロビー・カップ（英語版） : 1994
- ノルディック・カップ : 1994
- ルナー・ニューイヤー・カップ : 1996
- キングスカップ : 1996

個人
- グルドボレン : 1991